# Журавли (Саратовская область)
Журавли — упразднённый хутор в Перелюбском районе Саратовской области. Входил в состав Первомайского муниципального образования. Исключен из учётных данных в 2018 г.

## География
Находится на реке Сухой Камелик на расстоянии примерно 34 километра по прямой на запад от районного центра села Перелюб.

## История
Основан в 1890 году.
Постановлением Саратовской облдумы от 24 января 2018 года № 7-193 населённый пункт исключен из учётных данных.

## Население
| 2010 |
| ---- |
| 0    |

Постоянное население составляло 11 человек в 2002 году (чеченцы 82 %), 0 в 2010 году.